# Cypripède soulier
Cypripedium parviflorum
Espèce
Classification phylogénétique
Statut de conservation UICN

 LC  : Préoccupation mineure
Statut CITES
Cypripedium parviflorum est une espèce de plantes à fleurs de la famille des Orchidaceae d'origine nord-américaine. La variété pubescens est morphologiquement très proche de l'espèce européenne Cypripedium calceolus mais ses exigences écologiques sont différentes.

## Synonymes
- Large yellow lady’s slipper
- Sabot de la Vierge
- Cypripedium calceolus L. var. pubescens
- Cypripède pubescent
- Greater yellow lady’s slipper
- C. planipetalum
- C. furcatum
- C. pubescens
- Cypripède soulier

Cypripedium parviflorum inclut un très grand nombre d’orchidées. Ce complexe de plantes regroupe Cypripedium parviflorum vars. parviflorum, pubescens et makasin. Ces trois variétés présentent une grande variation morphologique et génétique. Le complexe parviflorum regroupe aussi 3 espèces très apparentée : Cypripedium candidum, Cypripedium montanum et Cypripedium kentuckiense. Il existe toujours un débat à savoir si toutes ces variations font partie ou non d’une seule et même espèce.

## Morphologie
Cypripedium parviflorum mesure entre 10 et 70 cm de haut. C’est une plante robuste possédant 3 à 5 feuilles, d’une longueur de 5 à 20 cm, d’un vert brillant, ondulées et de forme elliptique. La plante tout entière est recouverte d’un fin duvet.
La tige porte une ou 2 grandes fleurs jaunes. Les sépales sont vert jaunâtre, lisérés de brun ou de pourpre. Les pétales latéraux sont étroits, 5 à 9 cm de long, spiralés et vert jaunâtre, tout comme les sépales. Le labelle, en forme de pantoufle, mesure entre 3 et 6,5 cm de long. Il est jaune pâle avec de petits points rouges pourpres à l’intérieur. Il est si gonflé qu’il offre une résistance à la pression. Une plaque translucide apparaît à la base de la partie postérieure quand la fleur commence à flétrir.
Les fleurs sont peu parfumées et apparaissent entre mai et la mi-juin (ou d’avril à août, selon les sources).
Les rhizomes de cette orchidée dégagent une odeur rappelant le musc. Ils contiennent des huiles, des résines et des tannins. Les infusions ou les extraits faits avec ces rhizomes sont des excitants nerveux.

## Cycle de vie et reproduction
Sa reproduction repose surtout sur la reproduction végétative des individus.

## Habitat
Cypripedium parviflorum est un habitant des forêts humides aux sols riches.

## Distribution
De la Nouvelle-Écosse au Minnesota, jusqu’en Nouvelle-Angleterre, en Géorgie, en Alabama, au Tennessee et au Missouri.

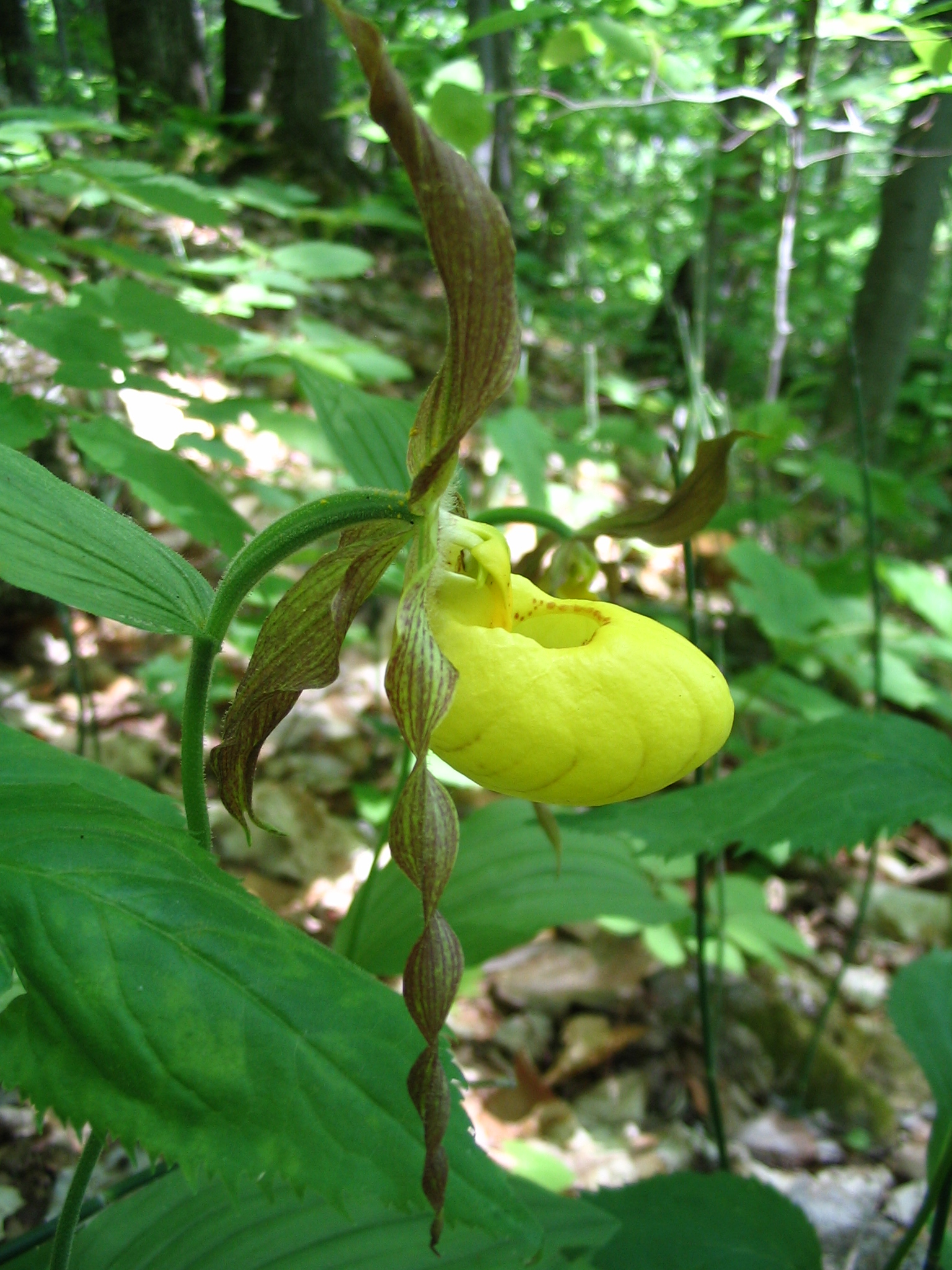